# Seleção Romena de Futsal
A Seleção Romena de Futsal é a seleção oficial de futebol de salão da Romênia, que tem como unidade organizadora a Federação Romena de Futebol.

## Melhores Classificações
- Copa do Mundo de Futsal da FIFA - Nunca participou da competição.
- Campeonato Europeu de Futsal - 6º lugar em 2007 e 2014